# 高智 (1928年)
高智（1928年—2016年9月9日）陕西佳县人。中国共产党官员，曾任毛泽东的机要秘书。

## 生平
高智10岁上小学，16岁考入绥德师范学校，同年加入中国共产党。1945年被选派进入杨家岭中央机要科。1945年调进中央机要科工作，1947年随毛泽东转战陕北、过黄河、到达西柏坡。1952年，任毛主席的机要秘书，直到1962年返回陕西省。
1962年4月19日，毛泽东征求高智对工作的意见。为了响应毛泽东的号召，到艰苦地方锻炼，高智表示愿意回陕西省工作。回到陕西省后，高智按照中共陕西省委领导的安排，到中共陕西省委政研室担任普通研究人员。1965年1月13日，高智趁出国访问的机会到北京中南海看望毛泽东，这是二人最后一次见面。在陕西省，高智先后在中共陕西省委、陕西省人民政府机关及地、县工作。
1976年9月9日，毛泽东逝世。高智向组织要求到北京参加悼念活动，甚至要自费去，但都未被陕西省许可。9月13日，北京来电话说：“主席身边的人都来了，你为什么不来？李敏也催问了几次。你和你爱人最好明天就来。”次日傍晚，高智飞抵北京，入住民族饭店并在这里见到叶子龙、罗光禄、李银桥等曾在毛泽东身边工作过的人员。9月16日下午5点，按照治丧委员会安排，高智抵达人民大会堂，见到毛泽东遗容时痛哭。9月18日下午，经治丧委员会安排，高智参加了在天安门广场举行的追悼大会。离开北京前，高智将一副麻将交给李敏，这是毛泽东用过的，高智1962年离开中南海时作为纪念物保存。
1966年10月8日，高智从报纸上得知中央要兴建毛主席纪念堂，当即致信汪东兴请求看守毛主席纪念堂，但无回音。此后他撰写了大量回忆毛泽东的文章。部分文章由中共陕西省委机关刊物《共产党人》连载了一年。
1980年，高智任陕西省人民政府外事办公室副主任，1983年调任陕西省人民政府办公厅机关事务管理局党组副书记兼副局长，1995年离休。1996年5月下旬，高智到北京看望了自己的老领导杨尚昆。杨尚昆鼓励高智多写些关于毛泽东的文章。
2016年9月9日，高智在陕西省西安市病逝，享年88岁。

## 著作
- 高智、张聂尔，机要秘书的思念，中共中央党校出版社，1993年
- 高智，在毛主席身边，陕西人民教育出版社，2006年
- 李青编，高智校，毛泽东手书古诗词，上海辞书出版社，1997年
- 高智编，毛泽东书信手迹选，上海辞书出版社，1997年